# WILD BLUE
WILD BLUE (en japonés: ワイルドブルー) es una boy band japonesa de cinco miembros. Su agencia es YK MUSIC ENTERTAINMENT, la división musical de YK Agent.

## Descripción general
El nombre del grupo, WILD BLUE, representa "el cielo azul infinito" y simboliza la esperanza y el coraje que el grupo desea brindar a quienes los escuchan.

## Miembros
Fuente:
| Nombre          | Nombre en japonés ({{{2}}}?) | Fecha de nacimiento      | Lugar de nacimiento   | Altura (cm) | Tipo de sangre | Comentarios                        |
| --------------- | ---------------------------- | ------------------------ | --------------------- | ----------- | -------------- | ---------------------------------- |
| Hayate Miyatake | 宮武 颯                      | 25 de enero de 2001      | Prefectura de Hyōgo   | 170         | B              | Sublíder, participó en “&AUDITION” |
| Coki Yamashita  | 山下 幸輝                    | 7 de noviembre de 2001   | Prefectura de Osaka   | 170         | B              | Líder, actor                       |
| Naoya Suzukawa  | 鈴川 直哉                    | 22 de septiembre de 2003 | Prefectura de Osaka   | 178         | B              |                                    |
| Yuto Ikeda      | 池田 優斗                    | 25 de junio de 2005      | Prefectura de Saitama | 170         | B              | Actor                              |
| Suzu Hinata     | 鈴 陽向                      | 8 de noviembre de 2005   | Prefectura de Osaka   | 174         | AB             |                                    |

## Historia
2024
El 23 de agosto, YK MUSIC ENTERTAINMENT, la división musical de YK Agent, anunció la formación de WILD BLUE, un grupo de cinco miembros compuesto por Miyatake Hayate, Yamashita Coki, Suzukawa Naoya, Ikeda Yuto y Suzu Hinata.  Su debut fue anunciado para otoño de 2024.
El 26 de agosto, WILD BLUE asistió a la conferencia de prensa en Tokio donde se anunció la formación del grupo. El 6 de septiembre, lanzaron su primer sencillo digital, "WILD BLUE". El 27 de septiembre, lanzaron su segundo sencillo digital, "First Light". El 30 de octubre, lanzaron su tercer sencillo digital, "Bubbles". El 11 de noviembre, realizaron su showcase debut, "The First Light".
2025
Está previsto que lancen su cuarto sencillo digital, "Our Magic", el 15 de enero.

## Discografía

### Sencillos digitales
|     | Fecha de lanzamiento     | Título      | Notas            |
| --- | ------------------------ | ----------- | ---------------- |
| 1.º | 6 de septiembre de 2024  | WILD BLUE   | Descarga digital |
| 2.º | 27 de septiembre de 2024 | First Light | Descarga digital |
| 3.º | 30 de octubre de 2024    | Bubbles     | Descarga digital |
| 4.º | 15 de enero de 2025      | Our Magic   | Descarga digital |

### Videos musicales
| Año  | Título      | Director(es) | Notas |
| ---- | ----------- | ------------ | --- |
| 2024 | WILD BLUE   |              | - 'WILD BLUE' Official MV - 'WILD BLUE' DANCE PERFORMANCE VIDEO - [VIDEO] WILD BLUE -「WILD BLUE」パフォーマンス映像 (第39回 マイナビ 東京ガールズコレクション 2024 AUTUMN/WINTER) - [Choreography Video] - WILD BLUE |
| 2024 | First Light |              | - 'First Light' Official MV - [VIDEO] WILD BLUE -「First Light」パフォーマンス映像 (第39回 マイナビ 東京ガールズコレクション 2024 AUTUMN/WINTER) - 'First Light' DANCE PERFORMANCE VIDEO - [SPECIAL] WILD BLUE 'First Light' Official MV Director’s Cut - [Choreography Video] - First Light - [SPECIAL VIDEO] - First Light |
| 2024 | Bubbles     |              | - 'Bubbles' Official MV - 'Bubbles' DANCE PERFORMANCE VIDEO - [Choreography Video] - Bubbles - [VIDEO] WILD BLUE -「Bubbles」パフォーマンス映像 (CREATEs presents TGC 北九州 2024) |

## Colaboraciones (Tie-ups)
| Año  | Canción | Colaboración con                                                                                 | Obra | |
| ---- | ------- | ------------------------------------------------------------------------------------------------ | ---- | --- |
| 2024 | Bubbles | Tema principal del drama de TV Tokyo NEXT "Watashi no Machi no Chiba-kun" (私の町の千葉くんは。) |      | ref=«WILD BLUE、新曲「Bubbles」山下幸輝出演ドラマ主題歌に決定 グループ初のタイアップ【私の町の千葉くんは。】 - モデルプレス». モデルプレス - ライフスタイル・ファッションエンタメニュース (en japonés). 30 de septiembre de 2024. Consultado el 26 de octubre de 2024. |

## Apariciones

### Televisión (dramas)
- "Watashi no Machi no Chiba-kun" (私の町の千葉くんは。) (2024, TV Tokyo)[14]

### Eventos
- 39th Mynavi Tokyo Girls Collection 2024 OTOÑO/INVIERNO (7 de septiembre de 2024, Saitama Super Arena)[15][16]
- CREATEs presenta TGC KITAKYUSHU 2024 by TOKYO GIRLS COLLECTION (12 de octubre de 2024, Nuevo Edificio del Centro de Exposiciones Generales del Oeste de Japón)[17]